# Малая Шарженьга
Малая Шарженьга — река в России, протекает в Кичменгско-Городецком районе Вологодской области. Устье реки находится в 33 км по правому берегу реки Шарженьга. Длина реки составляет 11 км.
Исток реки находится на Северных Увалах в восточной части болота Малое Шарженьгское в 30 км к северо-востоку от села Кичменгский Городок. Генеральное направление течения — юг. Всё течение проходит по ненаселённому холмистому лесному массиву. Впадает в Шарженьгу выше покинутой деревни Высокая Грива.

## Данные водного реестра
По данным государственного водного реестра России и геоинформационной системы водохозяйственного районирования территории РФ, подготовленной Федеральным агентством водных ресурсов:
- Бассейновый округ — Двинско-Печорский;
- Речной бассейн — Северная Двина;
- Речной подбассейн — Малая Северная Двина;
- Водохозяйственный участок — Юг;
- Код водного объекта — 03020100212103000010903.